# Benedikt Zenetti

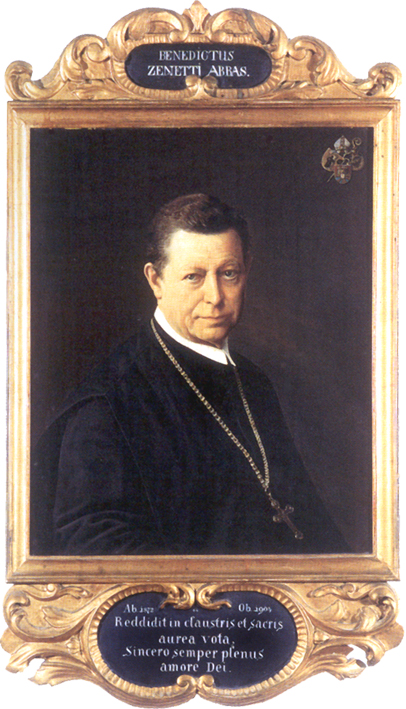
Abt Benedikt Zenetti OSB

Benedikt Zenetti OSB, (* 13. Mai 1821 in Speyer als Wilhelm Zenetti (Taufname); † 18. Februar 1904 in München) war ein katholischer Priester, Benediktiner und Abt der Benediktinerabtei St. Bonifaz in München.

## Leben
Benedikt bzw. Wilhelm Zenetti wurde in Speyer in der bayerischen Pfalz als Sohn des Regierungsbeamten, späteren Ministerialrats und Regierungspräsidenten der Pfalz, Johann Baptist von Zenetti und seiner Ehefrau Josepha von Mieg geboren. Er siedelte früh nach München über, da der Vater als Beamter dorthin versetzt wurde. Zenetti besuchte Gymnasien in München und Passau. 1839 begann er an der Universität München mit dem Studium der Philosophie und der Rechtswissenschaften; 1844 wechselte er zur Theologie. Am 1. August 1847 erhielt Zenetti die Priesterweihe und wirkte als Weltgeistlicher des Erzbistums München und Freising, zwei Jahre als Kooperator (Hilfsgeistlicher) in Bad Tölz, danach in der gleichen Stellung in Aufkirchen.
Am 28. Dezember 1851 trat Wilhelm Zenetti in den Benediktinerorden ein und erhielt den Ordensnamen „Benedikt“. Zunächst fand er Verwendung als Novizenmeister und Prior im Kloster St. Bonifaz, München, 1864 wurde er Direktor des von dort betreuten Erziehungsinstituts „Hollandeum“. König Ludwig I. von Bayern ernannte Benedikt Zenetti schließlich 1866 zum 1. Prior des wiedergegründeten Klosters Schäftlarn. 1872 wurde Prior Zenetti zum Abt von St. Bonifaz in München gewählt, wozu auch das wegen seines Bieres berühmte Kloster Andechs gehörte. Mit Datum vom 27. Juli 1872 trat er sein Amt an und verblieb darin bis zu seinem Tode, 1904.
Das Lexikon Pfälzer Persönlichkeiten schreibt über ihn: „Er war einer der seltenen Menschen, deren stilles Leben eine stete Predigt ist“.
Am 2. Juni 1876 nahm Zenetti zusammen mit Wilhelm Emmanuel von Ketteler aus Mainz, am Begräbnis von Bischof Daniel Bonifaz von Haneberg in Speyer teil. Haneberg war sein Vorgänger als Abt von St. Bonifaz in München gewesen. Prinzregent Luitpold von Bayern zeichnete Zenetti mit dem Verdienstorden vom Hl. Michael, 3. Klasse aus.
Sein Bruder Arnold Zenetti war ein namhafter Architekt und Stadtbaumeister von München, der andere Bruder, Julius von Zenetti, amtierte als Regierungspräsident von Mittelfranken in Ansbach.
Der Benediktinerabt wurde in der Gruft der Abtei St. Bonifaz beigesetzt. Dort in der Klosterkirche, die im Zweiten Weltkrieg schwere Zerstörungen erlitt, ist auch König Ludwig I. zur letzten Ruhe gebettet.
Zenetti war ein Urgroßonkel der Politiker Hans-Jochen Vogel und Bernhard Vogel.

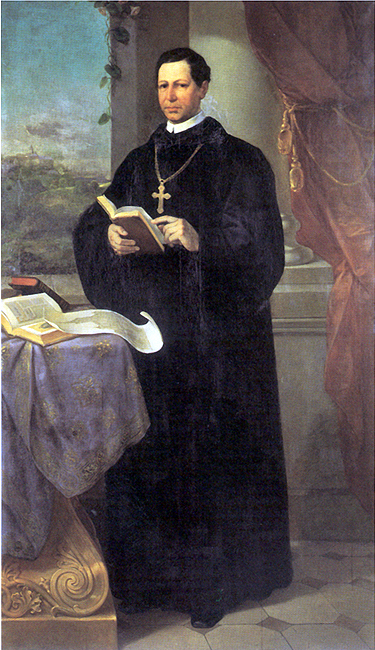
Abt Benedikt Zenetti OSB
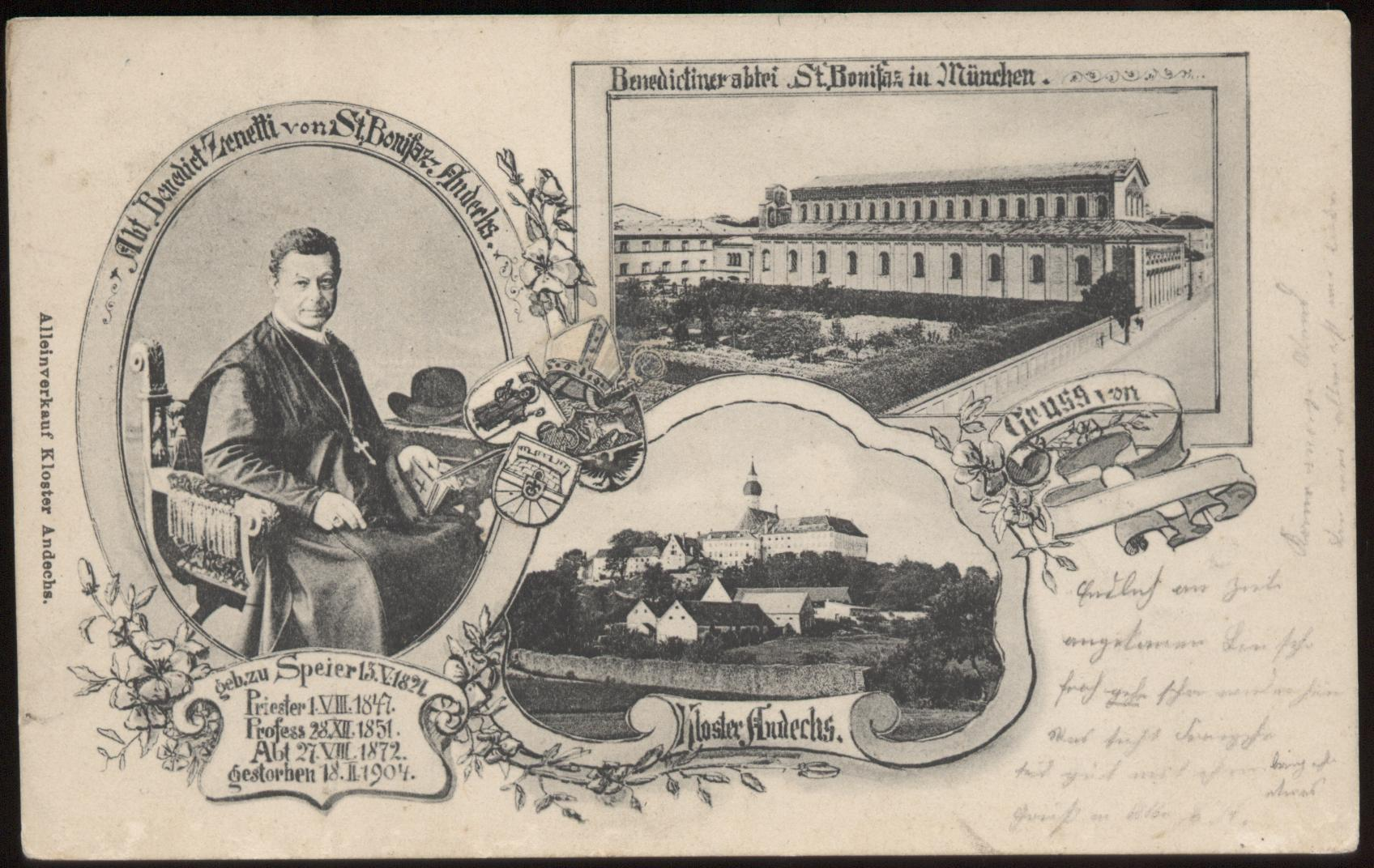
Grußpostkarte aus dem Kloster St. Bonifaz München, mit Foto und biografischen Daten von Abt Zenetti.
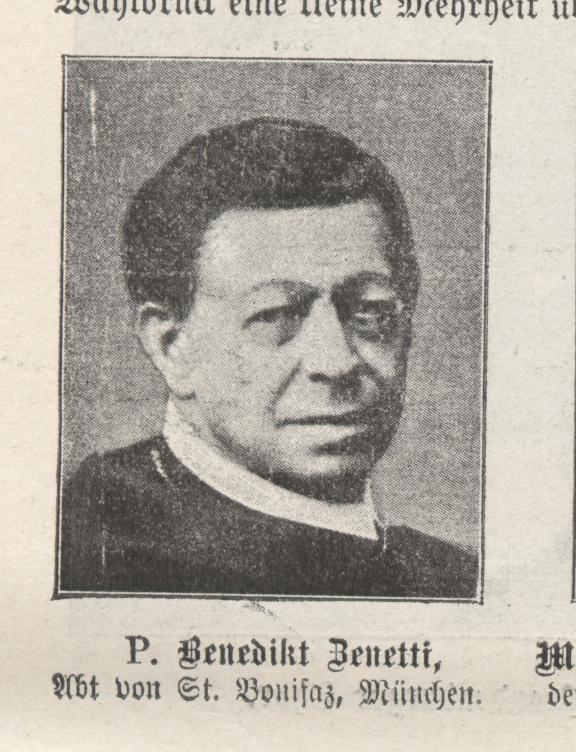
Abt Benedikt Zenetti OSB, Foto vom Nachruf in der Illustrierten „Stadt Gottes“, 1904